# 패트릭 스테이시 머넌 플로트먼

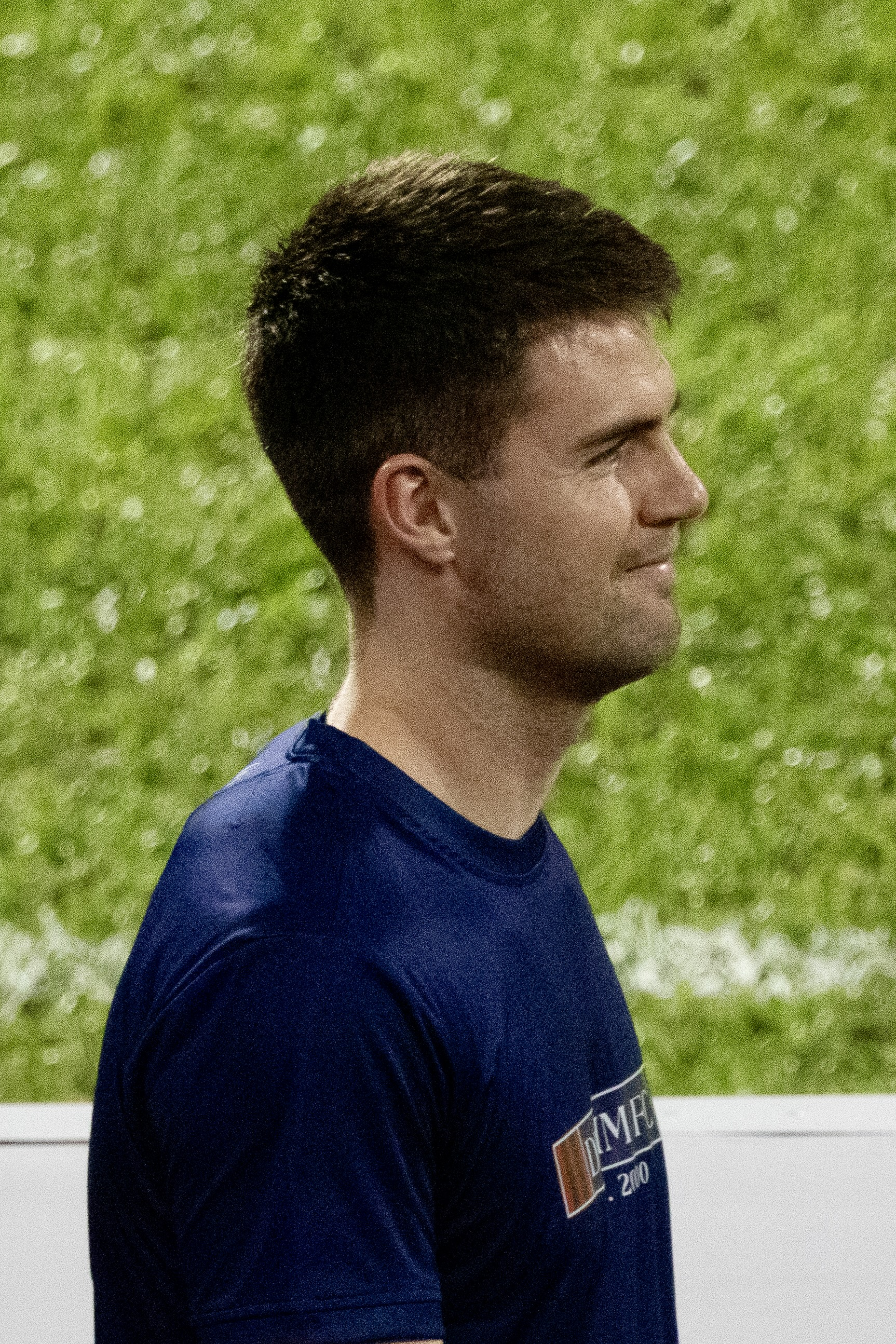

패트릭 스테이시 머넌 플로트먼(영어: Patrick Stacey Murnane Flottmann, 1997년 4월 19일~)은 오스트레일리아의 축구 선수이다.

## 참고 문헌
- “패트릭 스테이시 머넌 플로트먼”. 《성남 FC》. 성남시민프로축구단.